# Karl Hartmann (Historiker)
Karl Hartmann (* 9. November 1869 in St. Leonhard bei Nürnberg; † 8. Februar 1971 in Bayreuth) war ein deutscher Lehrer und Historiker.

## Werdegang
Hartmann wurde als Sohn eines fränkischen evangelischen Pfarrers geboren. Sein Vater – eines der ältesten Mitglieder des Germanischen Nationalmuseums – vermittelte ihm die bleibende Liebe zur Historie. Am Gymnasium in Nürnberg erhielt er eine humanistische Ausbildung und ging dann als Student der klassischen Philologie an die Universität München. Später wechselte er an die Universität Erlangen, wo er bei Iwan von Müller einen gründlichen Einblick in die Altertumswissenschaften erhielt.
In der Folge trat Hartmann 1892 in den höheren bayerischen Schuldienst ein. Nach kurzen Jahren als Assistent in Bamberg kam er als Gymnasiallehrer an das Gymnasium bei St. Anna in Augsburg. 1907 führte ihn sein Weg nach Bayreuth, wo bis zu seinem Ableben sein Lebensmittelpunkt blieb. Am dortigen Gymnasium Christian-Ernestinum wirkte er zunächst als Gymnasialprofessor, dann als Konrektor und von 1923 bis zu seiner Versetzung in den Ruhestand Ende 1934 als Oberstudiendirektor. Unterbrochen wurde seine berufliche Laufbahn durch den Ausbruch des Ersten Weltkriegs, in dem er als Kompanieführer und zeitweise als Gerichtsoffizier an der Westfront diente.
Über seinen beruflichen Wirkungskreis hinaus widmete sich Hartmann der Geschichtsforschung. In Bayreuth trat er dem Historischen Verein für Oberfranken als aktives Mitglied bei. Erstes Ergebnis seiner Studien war der Vortrag Die Römer in Oberfranken, der nach Diskurs mit dem Historiker Alfred von Domaszewski im Bayreuther Tagblatt abgedruckt wurde. Er veröffentlichte zahlreiche Aufsätze in der Vereinsschrift Archiv für Geschichte von Oberfranken.
1923 wurde ihm der von Professor Brunco angeregte Aufbau eines Stadtarchivs für Bayreuth angetragen. Hartmann beließ es nicht bei der Sichtung der Bestände, sondern trug die Ergebnisse seiner Forschung zur Geschichte der Stadt und des Markgraftums Bayreuth in den Historischen Verein und durch Aufsätze und Vorträge in die Öffentlichkeit. Nach dem altersbedingten Rücktritt von Wilhelm Freiherr von Waldenfels als Vorsitzender des Historischen Vereins übernahm er dessen Amt, das er erst im Mai 1957 niederlegte.

## Ehrungen
- 1952: Großes Verdienstkreuz der Bundesrepublik Deutschland
- Ehrendoktor der Philosophischen Fakultät der Universität Erlangen
- Goldener Ehrenring der Stadt Bayreuth

## Schriften
- 1909: Humanistischer Unterricht und bildende Kunst
- 1949: Geschichte der Stadt Bayreuth in der Markgrafenzeit
- 1954: Geschichte der Stadt Bayreuth im 19. Jahrhundert